# Hustopeče
Hustopeče (pronúncia em checo: ['ɦustopɛtʃɛ]; em alemão:  Auspitz) é uma cidade situada no distrito de Břeclav, Morávia do Sul, República Checa. Possui 5,956 inhabitants e fica a 25km a noroeste de Břeclav.

## Informações Externas
- Escritório Estatístico Tcheco: Municipalidades de Distrito de Břeclav

## Pessoas de Hustopeče
- Ilse Tielsch, escritor autríaco.

## Informações externas
- Site oficial (em checo)
- Monumentos de Hustopeče (em checo, pdf)